# Bomstadbaden
Bomstadbaden är en bebyggelse vid Vänerns norra strand sydväst om Karlstad i Karlstads kommun. Mellan 2015 och 2020 avgränsade SCB här  en småort.